# Sanniens
Les Sanniens, aussi connu sous les noms de Tchaniens, Tsanniens, Tzanniens et Tzannis, sont une tribu géorgienne du sud-est de la mer Noire et existant durant l'Antiquité tardive. Décrite comme guerrière et sauvage par certains auteurs romains, la peuplade est souvent confondue avec d'autres tribus de la région, dans une époque où les tribus géorgiennes contrôlent le nord-est de l'Anatolie.

## Étymologie
L'historien romain Strabon est le premier auteur à mentionner les Sanniens. Pline l'Ancien parle de deux peuplades similaires en Transcaucasie, les Sanniens et les Sannigues, qui sont souvent parentés. Tandis que d'autres Romains, tel qu'Arrien, continuent cette nomenclature, l'appellation change avec l'apparition de l'Empire byzantin, dont les auteurs utilisent la forme Tzanniens, ou encore Channiens pour décrire le peuple.
Dans son Périple du Pont-Euxin, Arrien mentionne au IIe siècle quatre peuplades dans le monde colche avec des noms similaires : Sanniens, Tsanniens, Thiannens, Touanniens. Cela mène l'historienne géorgienne Tinatine Kaukhtchichvili à conclure qu'Arrien divise simplement le même peuple en quatre à cause de sa difficulté de prononcer le წ (ts') géorgien, une théorie possiblement confirmée par Eustathe l'Evêque qui décrit les descendants des Macrons comme les « Tsanniens » (Strabon mentionne les Sanniens comme étant les descendants des Macrons). Procope de Césarée parle des Tzanniens comme des voisins des Arméniens. Ammien Marcellin, quant à lui, parle des Tchanniens.
Il faut aussi noter que d'autres commentateurs antiques parlent des Zianniens, Zanniens et Thanniens comme des peuples voisins aux Lazes et aux Arméniens.
Arnold Tchikobava explique quant à lui que la racine « San- » est la même que « Zan- », tandis que Simon Djanachia approfondit l'explication en théorisant en 1959 que « San- » est en fait un dérivatif de la racine géorgienne « Zan- », avec წან (ts'an) utilisée au nord de l'ancienne Colchide (Svaneti, Mingrélie) et ჩან (tchan) au sud de la Lazique (Tchaneti).
Enfin, Xénophon parle de la tribu des Chaldiens. Celle-ci est probablement séparée des Sanniens, mais la ressemblance étymologique et géographique (les Chaldiens vivent dans le voisinage des Kardukhiens de Gordyène, ancêtres possible des Kurdes) des deux peuples est expliquée par un lien de parenté par Kaukhtchichvili.

## Territoires

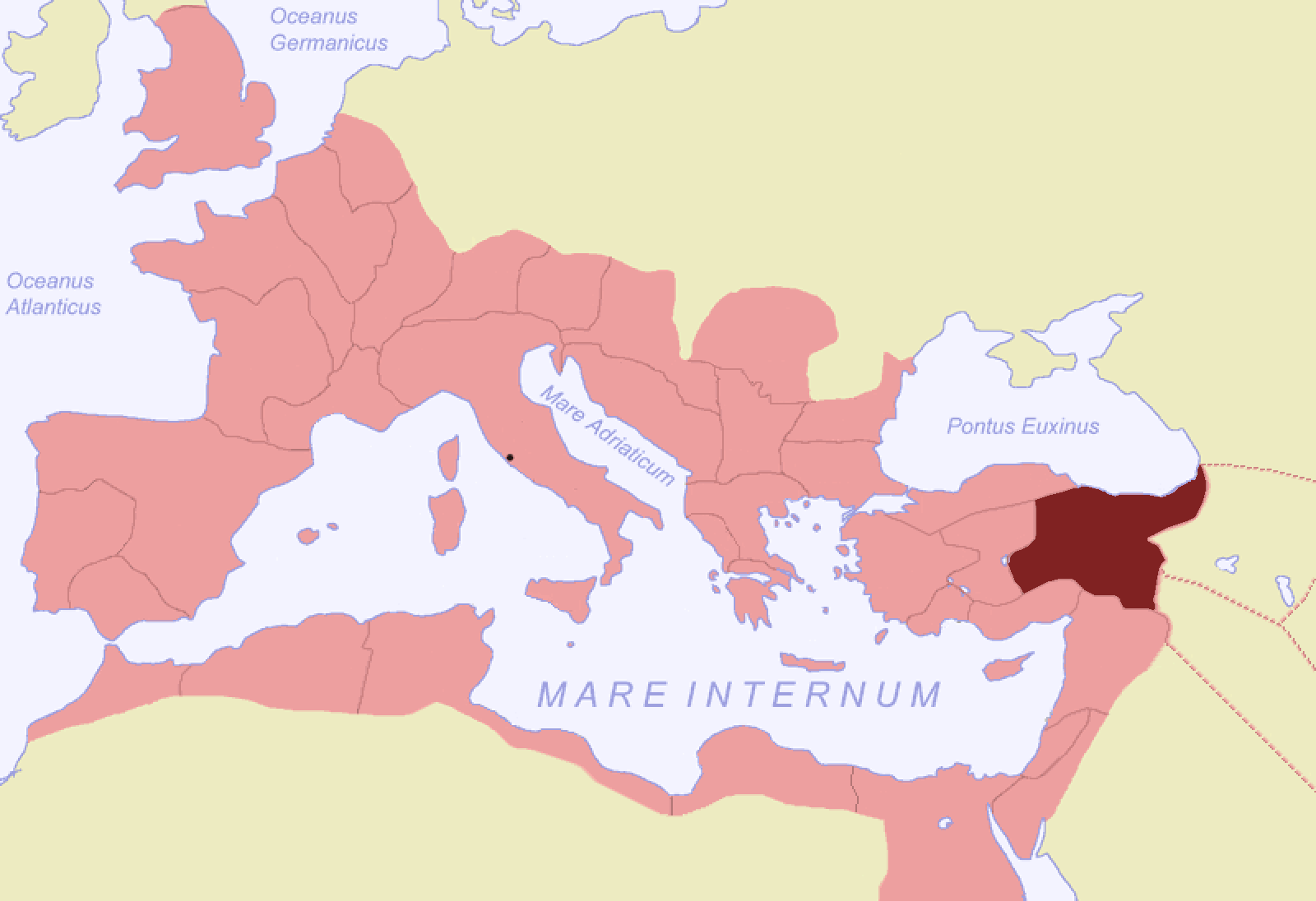
À l'époque romaine, les Sanniens sont sujets de la province de Cappadoce.

Les Sanniens sont établis, d'après Strabon et Memnon, dans la région de Trébizonde, aux rivages du Pont-Euxin et au nord-ouest de l'Anatolie. Arrien confirme cette localisation en les plaçant comme voisins de la Colchide, tandis qu'Ammien Marcellin les considère comme voisins des Arméniens. Strabon décrit la géographie de la région montagneuse : 
« Le pays situé immédiatement au-dessus de Trapézûs et de Pharnacie est occupé par [...] les Sanni (les mêmes qu'on nommait anciennement les Macrons) [...] Tout ce pays est traversé non seulement par le Skydisès, chaîne de montagnes très âpre et très escarpée qui va se relier aux monts Moschikes de la haute Colchide [...] mais aussi par le mont Paryadrès, qui, partant des plaines de la Sidène et de Thémiscyre, se prolonge jusqu'à la Petite Arménie et forme ainsi le côté oriental du Pont. »
Le territoire des Sanniens s'étend jusqu'à la Colchide au nord-est, la rivière Ophis servant de frontière naturelle. Certains historiens donnent Trébizonde elle-même aux Sanniens.
Aux alentours du IIe siècle, au moins une partie des Sanniens quitte l'Anatolie pour échapper au contrôle romain et s'établit au sein de la Colchide. D'après Pline l'Ancien, ceux-ci, connus sous le nom de Sannigues, résident sur le littoral du Pont-Euxin, au nord de l'embouchure de la Phase, tandis que les Sanniens vivent sur le bassin de la rivière Pixytès, à l'est de Trébizonde. Toutefois, des Sanniens restent établis en Anatolie au moins jusqu'au VIe siècle, quand ils sont cités comme contrôlant un territoire proche de la source de la rivière Boasi.
Procope de Césarée est le seul historien à ne pas situer les Sanniens (ou Tchanniens) aux alentours de Trébizonde et les localise loin de la mer Noire, dans une région montagneuse bordant l'Arménie. Laonicos Chalcondyle, de son côté, parle des « Tchanides » qui s'étendent de la Colchide à Amastria au XVe siècle, signalant un mouvement vers l'occident au fil des siècles.
Tandis que les anciens Romains ne mentionnent guère de nom pour les territoires des Sanniens, Moïse de Khorène parle au Ve siècle de la province de Tsaniuk dans le Pont où meurt l'empereur Tacite en 276 et Jean Malalas parle au VIe siècle de la Tchaneti, aussi dans le Pont. Constantin VII au IXe siècle, parle de la Tsanarie.

## Histoire

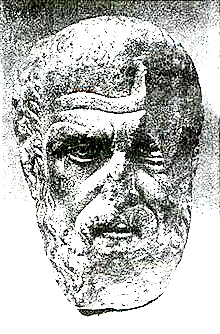
Préfet de Cappadoce, Arrien mène une expédition contre les Sanniens.

Les Sanniens sont probablement les descendants, d'après Strabon et Memnon, des Macrons, une tribu de Colchide qui apparait pour la première fois au Ve siècle av. J.-C. Encore une autre théorie les fait descendre des Drilés, une autre tribu géorgienne de la région de Trébizonde.
Au début de leur histoire, les Sanniens sont sujets du royaume du Pont, qui contrôle l'Anatolie du nord au Ier siècle av. J.-C. L'expansion de Rome remplace toutefois le Pont et l'empire romain devient la puissance dominante de la région au Ier siècle, obligeant les Sanniens à devenir des sujets romains et à payer des impôts au préfet de la province de Cappadoce. Ils se révoltent toutefois au début du IIe siècle, refusant de payer leur tribut aux Romains, menant à une expédition militaire par Arrien dans les années 130. Une partie des Sanniens quittent la région afin d'éviter la domination romaine pour s'établir en Colchide et ceux-ci pillent régulièrement les domaines romains. Ces derniers sont potentiellement les Sannigues cités par Arrien, dont le roi reconnu par l'empereur Hadrien est Spadaga.
Les Sanniens qui restent en Anatolie deviennent progressivement des alliés plus ou moins fidèles de Rome. En 363, ils rejoignent l'armée de l'empereur Julien contre la Perse dans la bataille de Samarra, durant laquelle le commandant sannien Vetranius est tué. Au VIe siècle, les Sanniens sont à nouveau en rébellion et attaquent à de nombreuses reprises les postes byzantins, ainsi que des villes arméniennes, à la suite de quoi Constantinople engage des milices arméniennes pour les combattre.
Les Sanniens parviennent à maintenir leur indépendance face au nouveau royaume de Lazique, mais sont forcés d'accepter la domination de Byzance à la suite d'une campagne militaire de Justinien Ier, qui annexe leur territoire et les convertit au christianisme. C'est à la suite de ce développement que les Sanniens sont contraints de participer à la guerre lazique en envoyant 1 000 soldats sous la direction du général Dagisthée pour combattre les Sassanides.
Les Sanniens sont progressivement incorporés entre les différents États de Géorgie occidentales et le monde byzantin. Il est probable qu'ils constituent une majorité de la population de l'empire de Trébizonde du XIIIe au XVe siècle, expliquant la proche alliance entre Trébizonde et la Géorgie et l'échec constant de Byzance de capturer l'empire. L'une des dernières mentions des Sanniens est au XIVe siècle, quand Nicéphore Grégoras parle du soutien des Sanniens envers Anne de Trébizonde dans le conflit de succession de 1341. Les descendants des Sanniens sont les Lazes pontiques.

## Mœurs

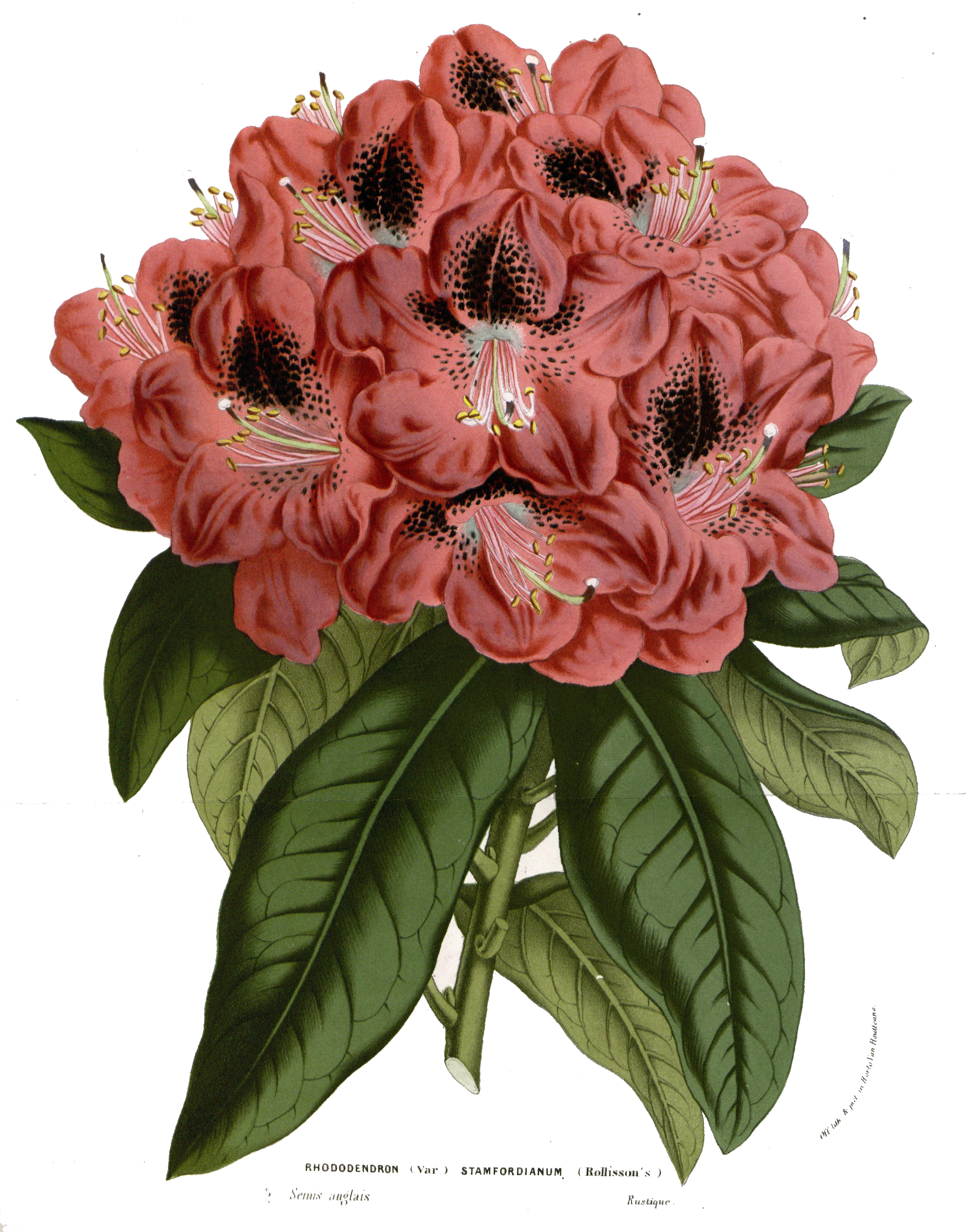
Le miel toxique de rhododendron est utilisé comme arme par les Sanniens.

Les Sanniens ont une réputation de barbares dès le début de leur apparition, notamment à cause de leurs tendances guerrières. Strabon parle d'eux comme « sauvages abominables », les comparant aux autres tribus pontiques et, tandis que celui-ci cite les Heptacomètes comme étant plus violents, Xénophon les cite comme le peuple le plus guerrier de la région entière. Ils sont particulièrement méprisés par les habitants de Trébizonde, qu'ils ravagent constamment durant la période romaine.
Les Sanniens résident dans des villages solidement fortifiés mais n'ont pas de système monarchique de gouvernance. Il est possible que ce soit ce manque de centralisation qui permet aux Sanniens de résister aux multiples empires de la région.
Pline l'Ancien mentionne l'utilisation de miel empoisonné comme arme par les Sanniens. Ce miel, extrait du rhododendron, a des effets hallucinogènes en petite dose et devient toxique en grande dose et les Sanniens développent ce danger comme atout contre les Romains.

## Référence
1. ↑  (Putkaradze 2005, p. 35)
2. ↑  Kaukhtchichvili 1961, p. 89
3. ↑  Djanachia 1959, p. 27-34
4. 1 2  (Falconer 1805, p. 9)
5. ↑  Falconer 1805, p. 10